# Уэйд, Джереми
Дже́реми Уэ́йд (англ. Jeremy Wade; род. 23 марта 1956) — британский рыбак, биолог-экстремал и ведущий программы «Речные монстры» на телеканале Animal Planet (в России показывается на канале  Animal Planet и Discovery (больше не показывается)), а также передач «Рыбаки в джунглях» и «Экстремальная рыбалка».

## Биография
Джереми родился в городе Ипсуич в Великобритании. Вместе с родителями и школьным другом, он начал рыбачить на реке Стаур с детских лет. Он окончил курс зоологии в университете Бристоля, став бакалавром. В 16 лет он уже был самым молодым членом Британской группы по исследованию карпов. В 1982 году, вдохновившись журнальной статьёй о рыбалке на барбусов, он отправился в свою первую экспедицию, в Индию. С тех пор он отправлялся в Юго-Восточную Азию, на реку Конго,  на Амазонку. Каждая экспедиция занимала у него по 2-3 месяца; ему удалось выйти целым и невредимым из таких сложных ситуаций, как заражение малярией, арест за шпионаж и крушение самолёта.
Одновременно с этим, в Великобритании он работал переводчиком с португальского на английский, PR-консультантом, газетным журналистом, посудомойщиком и т. д.
В 1992 году Джереми Уэйд и Пол Бут (англ. Pool Boote) представили книгу «Вниз по безумной реке», темой которой стала рыбалка в Индии и Конго. С 2002 года он ведёт на BBC программу «Рыбаки в джунглях» (англ. Jungle Hooks), а с 2009-го — передачу «Речные монстры» на Animal Planet.

## Некоторые факты
- Девиз Джереми — «Погрузить руки в реку — это значит почувствовать нити, которые связывают землю в единое целое». Автором этого выражения является Барри Лопес (англ. Barry Lopez).
- Помимо португальского, Джереми знает ещё и лингала — язык аборигенов Конго.
- Джереми увлекается скалолазанием, айкидо и скуба-дайвингом[1].